# Thor Beenfeldt
Thor Beenfeldt (10. februar 1878 i København – 9. juni 1954 i Alsønderup) var en dansk arkitekt. Han var længe forankret i palæstilen, men byggede senere i funkis i 1930'erne.
Beenfeldt var søn af købmand Hans Peter Beenfeldt og Marie Vilhelmine f. Thorsen, tog præliminæreksamen 1893, blev murersvend 1897, tog eksamen fra Teknisk Skole 1896 og gik på Kunstakademiet fra 1896 indtil afgang 1906. Han modtog K.A. Larssens Legat 1901-02 og Akademiets lille rejsestipendium 1910. Hans studierejser gik til Tyskland, Østrig og Italien.
Beenfeldt var assistent under Københavns Kommunes 5. bygningsinspektorat 1900-02 og blev ansat i Frederiksberg Bygningsinspektorat 1902 og var bygningsinspektør sammesteds 1925-1945. Han var samtidig lærer ved Frederiksberg Tekniske Skole 1905-09 og medlem af bestyrelsen for Akademisk Arkitektforening 1908-12 og af bestyrelsen for Frederiksberg Kommunale Funktionærers Boligforening 1912-14.
Han udstillede på Charlottenborg Forårsudstilling 1910 (en herregård) og 1912 (et nationalmuseum).

## Værker
- Villa i Fredensborg (1901)
- Arbejderboliger, Rebekkavej 20, Hellerup (1903)
- 2 villaer, Rosbæksvej 15 og 17, Ryvangen (1911 og 1912)
- Beboelsesejendom, Amagerbrogade 17-19, Amagerbro (1916)
- Overlade Kirke (1915-16)
- Beboelsesejendom, Jernbane Allé 39, Vanløse (1929)
- Eget hus i Bagsværd (1930)
- Beboelsesejendom, Bryggervangen 18-24, København (1933)
- flere villaer og beboelseshuse
- har tillige udført gravmæler, møbler, sølvtøj og tegnet plakater